# Emil Poulsen
Christian Emil Poulsen, född den 9 juli 1842 i Köpenhamn, död den 8 juni 1911, var en dansk skådespelare, bror till Olaf Poulsen, far till Adam och Johannes Poulsen. 
Poulsen blev student 1860 och ägnade sig flera år åt filologi, men debuterade 1867 på kungliga teatern som Erasmus Montanus. Han blev snart en av de bästa och mest använda förmågorna, såväl i karaktärsroller (Biskop Popo i "Palnatoke", Bisp Nikolas i "Kongsemnerne", Shylock i "Köpmannen i Venedig" och Tartuffe) som i allsköns älskarroller (bland andra Romeo och Ambrosius), där hans intagande utseende och vackra, mjuka stämma kom väl till pass, och i framställning av tvetydiga personer (konsul Bernick i "Samhällets pelare" och Helmer i "Ett dockhem") samt uppträdde även med mycken framgång i större sångpartier (Bertran de Born och Erik Glipping i "Drots och marsk"). 
Därtill kom senare så olikartade roller som prins Henrik i "Henrik IV", prinsen i "Der var en gang", Völund smed och Macbeth, Hjalmar Ekdal i "Vildanden" samt John Gabriel Borkman, inalles 250. Från slutet av 1870-talet framstod han som kungliga teaterns främste konstnär, i kraft av sin personlighets adel, sin själfulla karakteriseringsförmåga och ypperliga diktion. Han blev 1880 kunglig skådespelare, var 1874-75 och ånyo 1893-99 sceninstruktör och 1886-94 elevinstruktör, men måste av hälsoskäl 1900 lämna scenen och fick då professors titel. Sedan utmärkte han sig ofta som uppläsare och var 1906-09 litterär rådgivare vid Dagmarteatret.

## Utmärkelser
- Riddare av Dannebrogorden,  1878[1]
- Dannebrogsmännens hederstecken,  1898[1]
- Professors namn,  1900[1]

[Redigera Wikidata]